# 焦虑症
，ICD-11全称作焦虑或恐惧相关性障碍（anxiety or fear-related disorders）
，是明顯感覺焦慮和恐懼感的一类精神障碍。焦慮是對未來事件的擔心，恐懼則是對當前事件的反應，這些感覺可能會導致身體症狀，如心跳過速和顫抖。以下為常見的焦慮症：廣泛性焦慮症、特異性恐懼症、社交焦慮症、分離焦慮症、廣場恐懼症、恐慌症和選擇性緘默症。焦虑症會由造成症狀的原因來區分，人們通常往往有不止一種的焦慮症。
遺傳與環境都可能是造成導致焦慮的原因，孩童時期遭受虐待、家族有精神病史以及貧窮都有可能是焦慮症的危險因子。焦慮症常常和其他精神疾病一同發生，像是：重性抑郁障碍、人格異常或是成癮症，要診斷焦慮症至少需要六個月的臨床觀察，在特定狀況導致異於常人的過度焦慮，並影響正常生活。另外，甲状腺功能亢进症、心臟病、使用咖啡因、嗜酒、滥用大麻或是處於勒戒某些藥物的狀態，都有可能出現類似焦慮症的症狀。
焦慮症如果不治療，一般不會自行復原。治療方法包含改變生活型態、尋求諮商，以及藥物控制。諮商一般會配合認知行為療法進行治療。可改善症狀的藥物則包含抗抑鬱藥、抗焦虑药（如現代常用：苯二氮䓬类药物、β受体阻断剂、丁螺環酮）等等。
全球大約12%的人口患有焦慮症，5~30%的人在一生中至少患有一次焦慮症女性的發生率約為男性的兩倍，且通常自25歲以前就開始發作。最常見的為對於特定事物的恐懼症，將近12%的人在一生中的某個時候曾有此類問題，社交焦慮症則占了10%。患病者通常介於15至35歲之間，且年紀通常不會超過55歲。歐美的發生率較其他地方為高。

## 症状
患者的情绪表现的非常不安与恐惧，患者常常对现实生活中的某些事情或将来的某些事情表现的过分担忧，有时患者也可以无明确目标的担忧。这种担心往往是与现实极不相称的，使患者感到非常的痛苦。还伴有自主神经亢进，肌肉紧张或跳動等自律神經失調的症状。部分患者会自觉身体总是不舒服多次去医院看医生，又检查不出症状。但是对于患者来说，总会一直担心。

## 病因
精神心理因素，许多学者认为焦虑症状的形成与思维和认知过程有着密切的、重要的关系。研究表明，一些人更愿把一些普通的事情，甚至是一些良性的事情解释为灾难的先兆。例如，人们高神经质。 这与抑郁情绪的产生也有一些联系。还有就是生化的因素，例如甲状腺的病症或神经化学递质功能失调的因素所致。

## 治疗
焦虑症的治疗一为药物治疗，用抗焦虑药物去平静脑中过度活跃的部份。另一方面为认知行为治疗，找出生活中的压力源，避开压力，学习放松技巧，减轻压力。
另外维持血糖值的稳定有助于稳定情绪，脑中缺乏血糖作燃料就容易暴躁焦虑。补充营养例如维他命B群、钙，多食用深海鱼油、青菜等，配合适当的运动，都有助于降低焦虑症。

## 注意
不光只有单纯的焦虑症才有这些症状，一些精神病症也可能产生焦虑症状，如精神分裂症、强迫症、睡眠障碍、抑郁症等，酒精和药物滥用，这类疾病的焦虑症状只是症状之一。躯体疾病也可能引发此类症状。無論是精神病学上或是单纯的焦虑症，在临床上的症状都没有本质上的差異，但在治疗上也许比单纯的焦虑症要复杂，因为在治疗其焦虑症状的同时，还要同時治疗此类患者的其他症状，所以，此需要与单纯的焦虑症有所区分。

## 种类

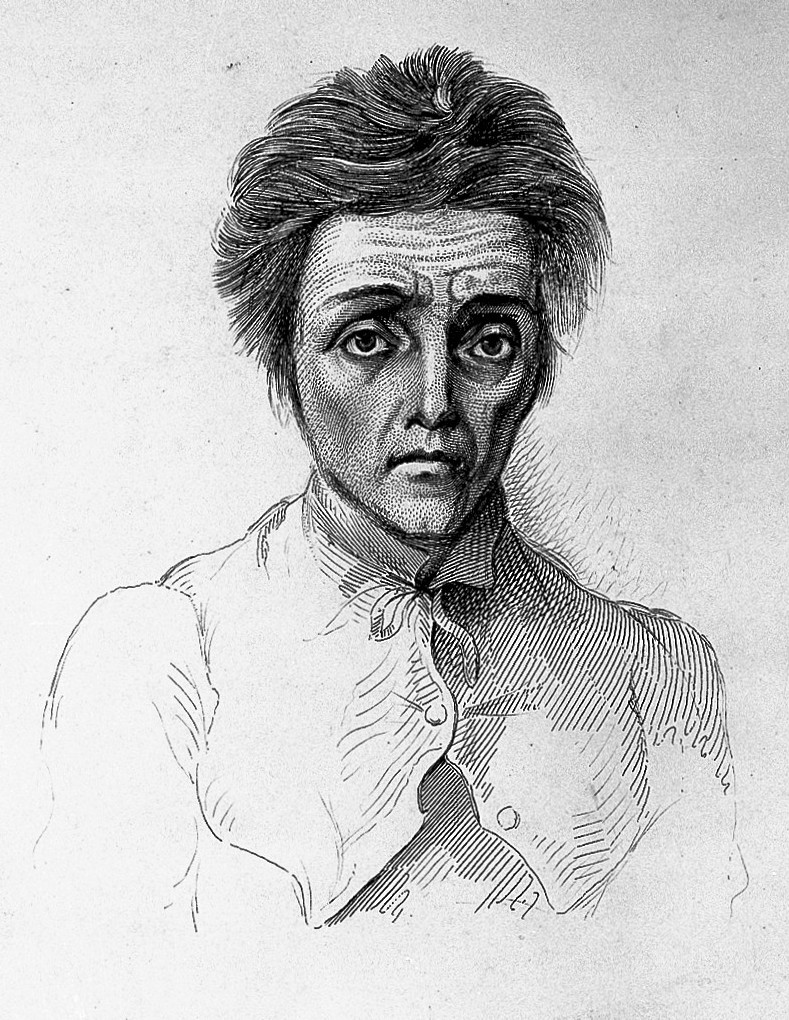
罹患有慢性焦虑症的某个人，他的表情。

### 广泛性焦虑症
广泛性焦虑症（英語：Generalized anxiety disorder，缩写GAD）是一种常见的障碍，特征是持续的焦虑，并不在某一特定的对象或情境中焦虑。罹患此病的人常常经受不特定却持续的恐惧和忧虑，对日常中的很多事情都过度担心。它的具体表现是慢性的过度忧虑，以下症状至少有三种出现：烦躁不安、虚弱、注意力不集中、易怒、肌肉紧张、睡眠问题。广泛性焦虑症是老年人中最常见的焦虑症。焦虑症可能是药物滥用的症状，请医学专家一定注意这一点。一个人可以被诊断为GAD患者，仅当他对日常问题过度担心，达到了六个月及以上。有些患者可能会在日常决策和记忆上出现问题，因为过度焦虑使他的注意力降低。表面上看起来紧张（strained）并伴随手脚及腋窝出汗，并且时常哭泣，可能是抑郁症的表现。焦虑症诊断前，医师必须排除是药物摄取造成的焦虑。
儿童GAD可能伴随头痛、烦躁不安、腹部疼痛和心悸等症状，八到九岁时开始最为典型。

### 特殊恐惧症
焦虑症的最大分支是特殊恐惧症，它是指恐惧和焦虑由特定的刺激或情境导致的病症。全世界大概有5%到12%的人罹患特殊恐惧症。患者遇上特定的对象，会有恐惧的预期。这些对象可以是任何事物，从动物到场所，从流体到特定特定情境等等。常见的恐惧症，包括恐惧飞行、血液、水、高速公路和通道等等。当恐惧症发作时，他们可能遭受颤抖、气短、心跳加快等等。人们通常知道他们的恐惧出现时，并没有特定的危险，因此也就不需要这样恐惧，但是仍然，很多人遭受着特殊恐惧症。

### 恐慌症
恐慌症患者常常在短时间内出现剧烈的恐惧和焦虑，造成颤抖、认知混乱、头晕、反胃，和/或呼吸困难。美國精神醫學學會（APA）将这些恐慌定义为短于十分钟的时间段内出现的急剧恐惧和不安，可以持续数个小时。这些症状的导火索可能是应激、非理性思维、普遍恐惧或对未知的恐惧、甚至是运动。但是，有时导火索不明，这些症状也可能未加预警就得以出现。患者可以通过避免上述导火索来预防症状，但并非所有症状都能得以预防。
除了反复发生意外恐慌外，对恐慌症的诊断还要求上述的发作具有慢性后果：担心症状的潜在影响，持续担心未来的发作，或者是与发作有关的行为发生重大变化。这样，患有恐慌症的人甚至在特定的恐慌发作之外也会经历一些症状。恐慌症患者通常会注意到心跳的正常变化，导致他们认为自己的心脏有问题或即将发生另一次惊恐发作。在某些情况下，在惊恐发作期间会过度增加对身体机能的认识（过度警觉），其中任何感知到的生理变化都被解释为可能危及生命的疾病（即，极端疑病症）。

### 广场恐惧症
广场恐惧症（英語：Agoraphobia）是指这样一种特定的焦虑，对于在一个逃离较为困难或尴尬的地方，或帮助是无效的场合，而感到焦虑。广场恐惧症和恐慌症紧密相关，而且常常伴随对于恐慌发作的恐惧。常见表现包括，需要对门或其他逃生路线特别敏感。除了恐惧本身，这一术语（廣場恐懼症）常常也用于指涉患者常常发展出的逃避行为。例如，开车时，患者可能会焦虑，因而会逃避开车的行为。这些逃避行为常常会有严重的后果，而且常常会导致恐惧的恶化。

### 社交障碍
社交恐懼症 （缩写：SAD），也称社交障碍，指这样一种特定的恐惧，寻求避免公共审查（scrutiny）、公共性的尴尬、羞辱或社会交往。这种恐惧可以在特定场合发生（例如公共演说时），或者更典型地，在一切社交中发生。社交焦慮通常显现特定无力症状，例如出汗、口吃等。伴随所有恐惧障碍，那些患有社交障碍的人群会尝试避免他们的焦虑，因而发展出逃避行为，但可能造成问题，甚至导致社交孤立等。
社会人格焦虑（英語：Social physique anxiety，缩写SPA）是社会焦虑的子类。SPA在青春期常见，尤其是女性。

### 创伤后应激障碍
创伤后应激障碍（PTSD），曾经是一种焦虑障碍，现在在DSM-V中已移到“创伤和应激相关障碍”中（trauma- and stressor-related disorders）。

### 分离焦虑障碍
分离焦虑障碍（英語：Separation anxiety disorder，缩写SepAD）是指这样一种感觉，由于与特定人物或地点分离而造成过度的和不适宜的焦虑。分离焦虑在婴儿或儿童身上是正常的一部分，但只有这种焦虑达到过度的水平，才可以被认为是一种障碍。分离焦虑障碍影响大约7%的成人和4%的儿童，但是儿童的案例通常会更严重；在某些案例中，哪怕是极小的分离也能造成恐慌。较早治疗儿童可以预防很多问题。治疗包括训练家长和家人如何处理这个问题。 经常地，家长会恶化焦虑，因为他们不知道如何正确地和孩子一起处理分离焦虑障碍。 除了家长疗法，还有一些药物疗法如SSRI系列药物（以盐酸坦度螺酮为代表），也可以用来治疗分离焦虑。

### 情境性焦虑
情境性焦虑（英語：Situational anxiety）由新情境或者事情的变化导致。也可以由很多使个体不舒服的事件造成。这种焦虑较为常见。一些情境可能会造成人的恐慌焦虑，但这些情境可能并不会造成另一些人的焦虑。例如，每每人生大事发生，例如进入大学、结婚、生小孩等等，都可能造成情境性焦虑。

### 强迫性障碍
強迫性障礙根据DSM-5并不属于焦虑障碍，但根据ICD-10和DSM-4它属于焦虑障碍。它是指人出现固著，例如忧虑、执着、侵入性的想法或图像等等，以及強迫行為，例如重复特定的行为。固着和强迫行为并不因吸毒或物理障碍导致。强迫行为是个人性的一套规则，行为者用以减轻不适感。强迫性障碍影响大约1–⁠2%的成人（女性可能大于男性），以及低于3%的青少年。
OCD患者知道他们的症状是非理性的，对强迫想法和强迫行为都会有抵抗。他们的症状可能与他们所害怕的外在事件或忧虑相关。
目前仍然不确定，为什么有些人会患有OCD，但可以肯定的是，行为上、基因上以及神经生物学上的因素是相关的。风险因子包括：家族历史、是否单身（尽管单身可能由强迫性障碍引起）、较高的经济社会地位或没有薪水职位等引起。患有强迫症的人大约有20%可以克服，而至少有50%的人至少可以因时间而有所减轻。

### 选择性缄默症
选择性缄默症（英語：Selective mutism，缩写SM）是指这样的障碍，患者通常可以说话，但在特定场合或面对特定人群不说话。选择性缄默症通常伴随有羞怯或社交焦慮。选择性缄默症患者通常不说话，哪怕他们不说话会导致羞愧甚至惩罚。选择性缄默症的终生盛行率为0.8%。

## 種類
- 廣泛性焦慮症
- 慮病症
- 恐慌症
- 恐懼症
- 强迫症
- 創傷後壓力症候群

## 需要區分的心理疾病
- 躁鬱症
- 憂鬱症
- 思覺失調症
- 注意力不足過動症

## 外部連結
- 財團法人呂旭立紀念文教基金會附設心徑諮商中心 （页面存档备份，存于）
- 中華民國生活調適愛心會 （页面存档备份，存于）
- 中的“Support Group Providers for  焦虑症”
- （英文） Generalized Anxiety Disorder Symptoms
- （英文） Mental Health Matters: General Anxiety Disorder
- （英文） Psych Forums: General Anxiety Forum （页面存档备份，存于）
- （英文） Generalized Anxiety Disorder (GAD): Symptoms, Causes, and Treatment
- （英文） Article: Understanding Generalized Anxiety Disorders （页面存档备份，存于）
- （英文） Anxiety Zone - Anxiety Disorders Support （页面存档备份，存于）
- （英文） AuroraMD provides Primary Care screening services （页面存档备份，存于）